# Pretty Ladies
Pretty Ladies, in het Nederlands bekend onder de titels Meisjes van het voetlicht, Luchtige meisjes en De levensloop van een revuegirl, is een film uit 1925 onder regie van Monta Bell.

## Verhaal
ZaSu Pitts speelt een van de Ziegfeld Follies die jaloers is op de aantrekkelijke blikken van de showgirls. Ze ziet in dat ze alleen dient als komiek en dat als ze geen grappen zou maken, niemand zich om haar zou bekommeren. Ze weet echter een relatie te krijgen met koorlid Al Cassidy, hetgeen showgirl Selma niet bevalt. Toch gaat Al niet in op Selma's charmes en trouwt met Maggie (Pitts).
Wanneer Al voor een show naar Atlantic City moet, werkt hij hier samen met Selma. Dit keer gaat hij wel in op haar charmes. Wanneer Maggie hierachter komt, doet ze alsof ze van niets weet.

## Rolverdeling
| Acteur           | Personage      |
| ---------------- | -------------- |
| Zasu Pitts       | Maggie Keenan  |
| Tom Moore        | Al Cassidy     |
| Ann Pennington   | Zichzelf       |
| Lilyan Tashman   | Selma Larson   |
| Bernard Randall  | Aaron Savage   |
| Helena D'Algy    | Adrienne       |
| Conrad Nagel     | Dream Lover    |
| Norma Shearer    | Frances White  |
| George K. Arthur | Roger Van Horn |
| Lucille Le Sueur | Bobby          |
| Paul Ellis       | Warren Hadley  |
| Roy D'Arcy       | Paul Thompson  |
| Gwen Lee         | Fay            |
| Myrna Loy        |                |